# (93) Minerve
Pour les articles homonymes, voir Minerve.
(93) Minerve, désignation internationale (93) Minerva, est un astéroïde de la ceinture principale d'astéroïdes découvert par James Craig Watson le 24 août 1867 à Ann Arbor.

## Description
(93) Minerve présente une orbite caractérisée par un demi-grand axe de 2,75 UA, une excentricité de 0,14 et une inclinaison de 8,6° par rapport à l'écliptique. Son diamètre a été estimé par l'IRAS à 141,55 km,.

## Étymologie
Cet astéroïde est nommé en référence à la déesse Minerve.

## Satellites
Deux satellites ont été découverts autour de Minerve le 16 août 2009 par Franck Marchis, Brent Macomber, Jérôme Berthier, Frédéric Vachier et Joshua P. Emery depuis l'observatoire W. M. Keck.
Le plus grand et plus éloigné, Égide (officiellement (93) Minerve I Égide, désignation internationale (93) Minerva I Aegis), désigné provisoirement S/2009 (93) 1, fait quatre kilomètres de diamètre et orbite à 630 kilomètres de Minerve,.
Le second, plus petit et plus proche, Gorgonéion (officiellement (93) Minerve II Gorgonéion, désignation internationale (93) Minerva II Gorgoneion), désigné provisoirement S/2009 (93) 2, fait trois kilomètres de diamètre et orbite à 380 kilomètres de Minerve,.
L'approbation du nom des deux satellites par le Comité sur la nomenclature des petits corps (Committee on Small Bodies Nomenclature) de l'Union astronomique internationale est officiellement annoncée le 23 septembre 2014 dans la circulaire de l'UAI no 9271.